# Idiopyrgus eowynae
Idiopyrgus eowynae (лат.) — реликтовый вид брюхоногих моллюсков рода Idiopyrgus из семейства Tomichiidae отряда Littorinimorpha (Ценогастроподы). Обнаружен в пещерах Бразилии.
Вид назван в честь персонажа Эовин из трилогии «Властелин колец» Толкиена.

## Этимология
Видовое название дано в честь девушки Эовин, одного из главных персонажей трилогии «Властелин колец» Джона Р. Р. Толкиена, которая «является примером мужества, стойкости и сопротивления тьме, как внутренней, так и внешней, противостоя Гриму Червеусту и королю-чародею Ангмара» и это соответствует выживанию реликтового вида моллюска в пещерных условиях.

## Распространение и экология
Бразилия, штат Баия, муниципалитет Кариньянья, карстовая пещера Gruna do Pedro Cassiano («Pedro Cassiano Cave»), 13°47’48.0"S, 43°54’50.0"W. Вид известен только из типового местонахождения, сумеречной и темной (афотической) зон пещеры (типичная морфа) и у входа в пещеру (темная морфа).
Пещера Груна-ду-Педру-Кассиано, где были обнаружены улитки, представляет собой хрупкую экосистему, которой угрожают добыча воды, вырубка лесов и изменение климата. В связи с ограниченным ареалом обитания вида и экологическими угрозами для его подземной экосистемы авторы рекомендуют отнести его к уязвимым (vulnerable по МСОП). Полученные данные подчеркивают важность защиты подземного биоразнообразия Бразилии и вызывают опасения по поводу воздействия человеческой деятельности на эти хрупкие экосистемы.

## Описание
Мелкие улитки. Раковина коническая из 5—5¼ витков, 4,5—4,6 мм высотой, ~2,7 мм шириной. Цвет раковины бледно-бежевый или желтоватый; некоторые экземпляры коричневатее. Скульптура состоит из нескольких (4—7) радиальных рядов колючих волосков на вершинной части витка и множества тонких неправильных спиральных линий под ними, доходящих до умбиликуса. Апертура крупная, округлая. Idiopyrgus eowynae это первый наземный вид (подземный, или пещерный) из рода Idiopyrgus, чьи представители ранее были известны как обитатели пресноводных водоемов.